# هلن سیکسو
هلن سیکسو (Hélène Cixous به زبان فرانسوی: [elɛn siksu] زاده ۵ ژوئن ۱۹۳۷) منتقد ادبی، فیلسوف، نمایشنامه‌نویس و فمینیست فرانسوی است. او بیش از ۴۰ کتاب و ۱۰۰ مقاله نوشته‌است. کتاب مشهورش «خنده مدوسا» (۱۹۷۶) نام دارد.
ژاک دریدا معتقد بود که سیکسو بزرگ‌ترین نویسنده معاصر فرانسوی است.

## زندگی و حرفه
سیکسو در ۵ ژوئن ۱۹۳۷ در آوران، الجزایر فرانسه از مادر یهودی اشکنازی آلمانی به نام ایو (نام اصلی کلین) و پدری یهودی سفاردی الجزایری به نام جرج سیکسو متولد شد. جنایات جنگ جهانی دوم تأثیر بسیاری بر وی گذاشت. هلن سیکسو به مطالعه ادبیات انگلیسی بخصوص آثار شکسپیر و مطالعه اسطوره‌شناسی و آثار رمانتیک آلمانی از جمله هانریش ون کلیست پرداخت. وی از سنین پایین ادبیات را به زبان‌های مختلف مطالعه می‌کرد از جمله نویسندگانی مانند کافکا، و لیسپکتور و تسوتاوا.
وی در سال ۱۹۶۷ اولین اثر خود را به نام Le Prénom de Dieu (اسم اول خدا) منتشر کرد؛ ولی هدف اصلی وی در این لحظه ادبیات انگلیسی و آثار جیمز جویس بود. در سال ۱۹۶۸ سیکسو L'Exil de James Joyce ou l'Art du remplacement(تبعید جیمز جویس یا هنر جابجایی) را به عنوان تز دکتری خود ارائه کرد ولی تا سال ۱۹۶۹ آن را بچاپ نرسانید. در فاصله کمی پس از شورش‌های دانشجویی سال ۱۹۶۸ از وی درخواست شد تا دانشگاه دانشگاه پاریس ۸ را در وینسنز بنا کند. دانشگاه پاریس ۸ به عنوان مکانی برای یادگیری بنیان شد جایی که ساختاری جدید جایگزین سلسه مراتب معمول آموزش سازمانی شد و در پاسخ به انتقاد از محیط آکادمیک سنتی فرانسوی شکل گرفت. این دانشگاه شهرت بسیاری بدست آورد، بخصوص هیئت علمی برجسته‌اش از جمله متفکرانی مانند ژرار ژنت، میشل فوکو، فلیکس گاتاری و ژیل دلوز. در سال ۱۹۶۹ سیکسو اولین رمان خود را به نام Dedans (درون) منتشر کرد-یک‌نیمه اتوبیوگرافی که جایزه مدیسی را از آن خود کرد. سیکسو قدرت ساختارهای سنتی را زیر سؤال می‌برد، و با تأثیر از آثار کارل مارکس و زیگموند فروید به بررسی اقتصاد سیاسی و اقتصاد وابسته به شهوت جنسی می‌پردازد. وی مدافع آزادی در نوشتن و رهایی از نفس (رهایی از خویش) از طریق نوشتن است.
در سال ۱۹۷۴ درحالیکه هنوز در پاریس ۸ حضور داشت مرکز مطالعات فمینیسم را تأسیس کرد جایی که هنوز ریاستش را بر عهده دارد. این مرکز مطالعاتی اولین نوع خود در اروپا به‌شمار می‌رود.
وی در سال ۱۹۷۴ اثر Prénoms de personne (نامهای هیچ‌کس) را منتشر کرد که مجموعه‌ای از مقالات زیگموند فروید، هافمن، هانریش ون کلیست، ادگار آلن پو و جیمز جویس بود. در این نوشتارها وی رابطه بین سوژه فالیک و سوژه متحد، نارسیسیسم و مرگ را جستجو می‌کند. وی نشان می‌دهد که چگونه ساختار دیالکتیک در نوشتار، مخصوصاً در آثار این نویسندگان، زنان را در یک اقتصاد یا تبادل محدود شده که گرایش به مرگ بر فضای آن حاکم است، حبس می‌کنند. «تبادل» (معامله) تم اصلی نوشته‌های سیکسو است. هلن سیکسو احساس کرد که باید زبانشناسی تغییر کند تا بتوان بر تغییر اجتماعی تأثیر گذاشت، پس وی به مطالعه تأثیر تبادل بر زبان و نوشتار پرداخت.
هلن سیکسو بخاطر سبک نوشتار تجربی اش شناخته شده‌است. سبکی که از محدوده‌های سنتی دروس آکادمیک فراتر رفته و به زبان شاعری می‌رسد. از سوی دیگر هلن سیکسو شعر را تنها زبانی می‌داند که می‌تواند زنانه باشد. از نظر او از آنجایی که زبانِ شعر گسسته‌است و به هم پیوسته نیست می‌تواند شکسته شده و علیه نظام مردسالار طغیان کند. با همهٔ اینها شعرِ زنان می‌تواند به عنوان زبانی جدا برای بیان تنِ زنانه به کار رود. شعر می‌تواند نمادی از تن زنانه باشد که ساختارها را به هم ریخته‌است. از این لحاظ، سیکسو با نوشتارِ شعری‌اش همان کاری را می‌کند که ژولیا کریستوا در واکاویِ نشانه‌شناسی ادبیات انجام می‌دهد؛ یک‌نوع زبانِ شعریِ انقلابی‌ای که می‌تواند یک نوعِ «دیگری» از سوژگانی را تولید کند که قادر است امکان‌های جدیدی برای روابط اجتماعی و جامعه فراهم کند، امکان‌هایی که می‌توانند نظمِ اجتماعی-نمادینِ غالب و پدرسالارانه و سرمایه‌دارانه را ویران سازند.
سیکسو همچنین نقش چشمگیری در ایجاد و ادامه مدل‌های آموزشی جدید داشته‌است. در آمریکا وی در ابتدا به خاطر گسترش روش "écriture féminine" (نوشتار زنانه) شناخته شد، روشی که با تفاوت‌های سوژه‌ای (ذهنی-درونی) در نوشتن و جامعه سروکار دارد و بر محدودیتهای لوگوستنریسم (عقل محوری) غربی غلبه می‌کند. نوشتار زنانه روشی است که دغدغه دائمی سیکسو دربارهٔ تأثیرات تفاوت، محرومیت و مبارزه برای هویت را نشان می‌دهد. در سال ۱۹۷۵ سیکسو جستاری با عنوان «خنده مدوسا» (Le rire de la Méduse) منتشر کرد که در آن توضیح می‌دهد زنان چگونه می‌توانند بنویسند که از اسطوره و معناشناسی ای که آن‌ها را از فعالیت در حوزه عمومی بازمی‌دارد رها شوند
در کنار لوس ایریگاری و ژولیا کریستوا، سیکسو مادر تئوری فراساختارشکن فمینیستی به‌شمار می‌رود. در سال ۱۹۷۰ سیکسو دربارهٔ جنسیت و زبان آغاز بنوشتن کرد. مانند دیگر نظریه پردازان فراساختاری فمینیست، سیکسو اعتقاد دارد که جنسیت ما مستقیماً با چگونگی ارتباط ما در اجتماع گره خورده‌است. در سال ۱۹۶۵ سیکسو اثر بسیار تأثیرگذار خود را با عنوان «خنده مدوسا» به چاپ رسانید، که در سال ۱۹۶۷ به انگلیسی برگردانده و چاپ شد.
هلن سیکسو در سال ۱۹۷۷ Angst  را منتشر کرد و پس از آن به مدت چند سال بر جنبش فمینیستی تمرکز کرد. در این دوران وی به‌طور انحصاری با انتشارات Des Femmes همکاری می‌کرد. در همین حین با آنتوان فوکو (بنیان‌گذار «سیاست و روانکاوی» Politique et Psychoanalyse، یکی از گروه‌های بسیار تأثیرگذار در جنبش زنان و بنیان‌گذار «جنبش آزادیخواهی زنان» در فرانسه در سال ۱۹۶۸ و انتشارات فمینیستی Des Femmes در سال ۱۹۷۳) همکاری می‌کرد. نوشته‌های سیکسو در این زمان ترمهای توصیفی نوینی ارائه می‌کردند، ترمهایی بدون ارجاع به تفاوت جنسی، ترمهایی که در نهایت جایگزین صفتهای مؤنث و مذکر شوند. سیکسو در شعر و زبان از مارتین هایدگر تأثیر می‌پذیرفت. آثارش با ایده‌های آگاهی، بی گناهی و قانون، و تفکر متعالی گره خورده‌است.
متن کتاب پرومته را می‌توان به عنوان نشانه‌ای از تغییر در آثارش در نظر گرفت. این اثر که بازنویسی فمینیستی اسطوره پرومته است پس از ملاقات الهام بخش سیکسو با آرین منوشکین -کارگردان Théâtre du Soleil (تئاتر آفتاب) خلق شد. همکاری سیکسو و منوشکین بر تغییر جهت نوشتار سیاسی و تاریخی یا بقول سیکسو «صحنه تاریخ» تأثیر گذاشت.

## اندیشه و ادبیات
زندگی و کار سیکسو جستجوی آزادی (رهایی)-برای خود و دیگران-است. وجه تمایز سیکسو از دیگر دانشگاهیان، پافشاری اش برای مقدس داشتن زندگی است به جای مرگ. از اولین آثار تأثیرگزارش (که تحلیلی روانکاوانه بود و بر فردیت در جستجوی آزادی شخصی تأکید می‌کرد) وی کم‌کم به سمت مبارزات جمعی زنان و پیشرفت جهان گرایش پیدا می‌کرد و به مطالعه اردوگاه‌های مرگ جنگ جهانی دوم از طریق تجارب و نوشته‌های دیگران می‌پرداخت. وی همیشه به موضوع سرکوب از جانب نیروهای سازمان یافته در هر سطحی در طول تاریخ علاقه‌مند بوده و روش ساختارشکنیِ متن‌های کنونی زبانی را، برای شکستن سد نظمِ نمادینِ حاکم، تولید زبان جدیدی را با عنوان"'زبان زنانه در قالب نوشتار زنانه'" تجویز می‌کند که ویژگی آن تضعیف قراردادهای زبان‌شناختی و متافیزیکی روایت غربی است. ادبیات مردانه بر تقابل‌های دو تایی استوار گشته‌است. ادبیات مردانه به‌طور غیرضروری، واقعیت را از طریق مفاهیم و واژه‌ها پاره‌پاره کرده و آن را به صورت تقابل‌های دوتایی درآورده است: فاعلیت در مقابل مفعولیت، خورشید در مقابل ماه، فرهنگ در مقابل طبیعت، روز در مقابل شب، بلندی در مقابل پستی، گفتار در مقابل نوشتار و مرد در مقابل زن. در این تقابل‌ها همواره یک قطب بر دیگری امتیاز دارد. از منظر سیکسو، منبع الهامِ تمامی این تقابل‌ها در دوگونگیِ بنیادینِ زن و مرد ریشه دارد، که در آن، مرد با هر چه فعّال، فرهنگی، روشنایی، بلندی که عموماً مثبت است، سر و کار دارد و زن با هر چه منفعل، طبیعی، تاریکی، پستی که عموماً منفی است، پیوند دارد. بدین ترتیب، زن در جهان مردانه تنها بر حسب واژگان و مفاهیم مردانه موجودیت پیدا می‌کند و در یک‌کلام، زن از مرد جدا یا از آن مشتق می‌گردد؛ مرد "خویش" است و زن "دیگری". زمانی زن می‌تواند به عنوان دال و سوژه در متن عمل کند که از ساختار نظم سمبولیکی که وابسته به قضیب مردانه است بیرون آمده و نوعی از متن جدید با ساختاری جدید را بنیان نهد. طبق گفتهٔ هلن سیکسو، برای یافتن ادبیات زنانه باید از معیارهای تقابل دو جنس در متن فاصله گرفت و نوعی از زنانگی را خلق کنند که بتواند خلق اثر را توجیه کند، بدین معنی که زنانگی باید جدا بررسی شده و در عین حال خواستار آن نباشد تا بر مردانگی سلطه ورزد.

## خنده مدوسا
وی در این اثر مفهوم اضطراب اختگی فروید را به چالش می‌کشد. فروید اظهار داشته که این اضطراب در ترس از آلت زنانه ریشه دارد، که در ناآخوداگاه جنس مذکر آن را [آلت جنسی زنانه را] بعنوان نتیجه اختگی مشاهده می‌کند و بدن زن ناآخودآگاه، "فقدان" فالوس را در خود کشف می‌کند. فروید پیشنهاد می‌کند که داستان اسطوره‌ای مدوسا، که در آن انسان‌ها در نتیجه نگاه به سر گورگن که مارها در آن بهم می‌پیچند به سنگ بدل می‌شوند را می‌توان به عنوان نشانه‌ای از این ترس روانکاوانه در نظر گرفت. در خنده مدوسا، سیکسو می‌گوید این دیدگاه مردانه (مذکر) از زن با ویژگی "'فاقد بودن'" پیامدها و تظاهرات سیاسی و اجتماعی گسترده‌ای بهمراه داشته‌است. وی با اشاره به سکسؤالیزه کردن مدوسا توسط فروید، این نظریه فروید را مانند بسیاری نظریات دیگر که بر عقده اختگی پافشاری می‌کنند و زن را هیستریک یا "سرزمینی تاریک" می‌خوانند، رد می‌کند. در این اثر سیکسو ایده چالش‌برانگیز خود را از شورش یا همان نوشتار زنانه‌ای که می‌تواند سیستم تبادل (معامله ی) مردسالارنهٔ غالب را سرنگون سازد، مطرح می‌کند. در این سیستم اظهار می‌دارد که زنان به شکل سازمان یافته‌ای از حقوق فرهنگی خود، حقوق روانی و جنسی خود محروم شده‌اند درحالیکه دیگر اشکال ستم به گفته وی مانند تبعیض نژادی، طبقه‌ای یا قومیتی نیز سلب آزادی از زنان را تشدید می‌کند. هلن سیکسو زنان را به بازاندیشی دربارهٔ سنتهایی که از نظر جنسی آنان (زنان) را تعریف می‌کند، فرا می‌خواند. این سنتها ریشه در شیوه‌های انحصاری علم بیان مردسالارانه، روانشناسی لاکانی و فرویدی و دیگر مباحث دارند. سیکسو زنان را وامی‌دارد تا با نوشتن، نقش خود را در تاریخ بازستانند.
سیکسو ادامه می‌دهد که به عنوان یک"سوژه برای تاریخ، زن همواره بطور هم‌زمان در مکانهای متعددی حضور داشته‌است."از آنجایی که این خود برای آنهایی که توهم نظم را ارزش می‌دانند، یک مشکل به‌شمار می‌رود، پس خود زن در اینجا به نماد هرج و مرج بدل می‌شود. این هرج و مرج ترس بهمراه دارد؛"ترس زن بودن فروید و پیروانش را از پا درمی‌آورد!" تحلیل روانکاوانه به عنوان مدلی برای تمایلات جنسی مذکر، لزوماً تمایلات جنسی مؤنث را سرکوب می‌کند.

### ادبیات
- Le Prénom de Dieu, Grasset, 1967.
- درون, Grasset, 1969.
- سپاه سوم, Grasset, 1970.
- Les Commencements, Grasset, 1970.
- Un vrai jardin, L'Herne, 1971.
- Neutre, Grasset, 1972.
- Tombe, Le Seuil, 1973.
- Portrait du Soleil, Denoël, 1973.
- انقلاب برای یک فاوست, Le Seuil, 1975.
- تنفس, Des femmes, 1975.
- La, Gallimard, 1976.
- Partie, Des femmes, 1976.
- Angst, Des femmes, 1977.
- Préparatifs de noces au-delà de l'abîme, Des femmes, 1978.
- Vivre l'orange, Des femmes, 1979.
- Ananké, Des femmes, 1979.
- Illa, Des femmes, 1980.
- With ou l'Art de l'innocence, Des femmes, 1981
- Limonade tout était si infini, Des femmes, 1982.
- Le Livre de Promethea, Gallimard, 1983.
- La Bataille d'Arcachon, Laval, Québec, 1986.
- Manne, Des femmes, 1988.
- Jours de l'an, Des femmes, 1990.
- L'Ange au secret, Des femmes, 1991.
- Déluge, Des femmes, 1992.
- Beethoven à jamais, ou l'éxistence de Dieu, Des femmes, 1993.
- La Fiancée juive, Des femmes, 1997.
- OR. Les lettres de mon père, Des femmes, 1997.
- Voiles (with Jacques Derrida), Galilée, 1998.
- Osnabrück, Des femmes, 1999.
- Les Rêveries de la femme sauvage. Scènes primitives, Galilée, 2000.
- Le Jour où je n'étais pas là, Galilée, 2000.
- Benjamin à Montaigne. Il ne faut pas le dire, Galilée, 2001.
- Manhattan. Lettres de la préhistoire, Galilée, 2002.
- Rêve je te dis, Galilée, 2003.
- L'Amour du loup et autres remords, Galilée, 2003.
- Tours promises, Galilée, 2004.
- L'amour même dans la boîte aux lettres, Galilée, 2005.
- Hyperrêve, Galilée, 2006.

### نمایش‌نامه
- La Pupulle, Cahiers Renaud-Barrault, Gallimard, 1971.
- Portrait de Dora, Des femmes, 1976.
- Le Nom d'Oedipe. Chant du corps interdit, Des femmes, 1978.
- La Prise de l'école de Madhubaï, Avant-scène du Théâtre, 1984.
- L'Histoire terrible mais inachevée de Norodom Sihanouk, roi du Cambodge, Théâtre du Soleil, 1985.
- Théâtre, Des femmes, 1986.
- هندی ازرویاها., Théâtre du Soleil, 1987.
- On ne part pas, on ne revient pas, Des femmes, 1991.
- Les Euménides d'Eschyle (traduction), Théâtre du Soleil, 1992.
- L'Histoire (qu'on ne connaîtra jamais), Des femmes, 1994.
- "Voile Noire Voile Blanche / Black Sail White Sail", bilingual, trad. Catherine A.F. MacGillivray, New Literary History 25, 2 (Spring), Minnesota University Press, 1994.
- La Ville parjure ou le Réveil des Érinyes, Théâtre du Soleil, 1994.
- Tambours sur la digue, Théâtre du Soleil, 1999.
- Rouen, la Trentième Nuit de Mai '31, Galilée, 2001.